# Байка

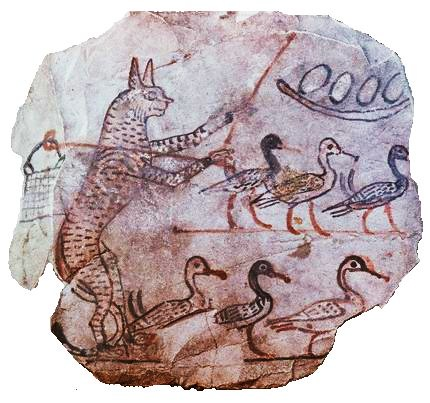
Антропоморфна кішка охороняє гусей, Єгипет, бл. 1120 рік до нашої ери

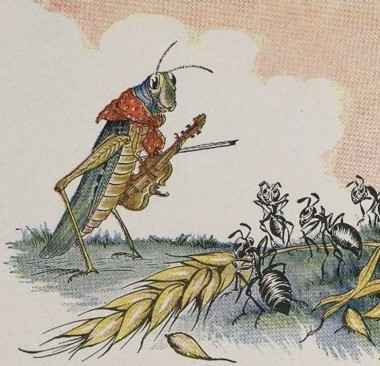
Ілюстрація до Езопової байки: «Цвіркун і Мураха», опублікована в 1919 році. Автор: Майло Вінтер.

Ба́йка (від баяти — «розповідати», лат. fabula — оповідь) — жанр епічного роду, стисла вигадана розповідь у прозі чи віршах, яка будується на алегорії, має інакомовний зміст, який втілюється в образах людей, тварин, риб, птахів, комах, рослин, речей і явищ навколишнього світу, а їхні вчинки ілюструють або ведуть до певного морального уроку, що у кінці може бути явно доданий як стислий вислів. Оповідь часто характеризують вигаданий наратив наївної та алегоричної композиції, в якому зображені розмовляючі тварини, люди чи інші персоніфіковані істоти, схожі на тварин. Інакомовлення в байці це, насамперед, реалізації алегорії за допомогою образів тварин, хоча алегорія в байці може реалізовуватися не лише завдяки анімалістичним образам, — будь-який предмет чи явище можуть виступати в ролі персонажів у творах цього жанру. У кінці або на початку байки висловлюється мораль. Іноді це неявно, читач повинен визначити це сам. Фабула (оповідь) байки стисла, драматична, дія розвивається швидко.
За словами Олександра Потебні, «Байка — це відповідь на запитання, поставлені перед людиною самим життям».

## Літературний жанр
—О.Потебня.
Байка — літературний жанр; коротка, зазвичай віршована розповідь, в алегоричній формі, що сатирично зображує людські вчинки і відносини. Це один із найдавніших літературних жанрів. Байка є близькою до притчі та аполога. Комізм і сатира — невід'ємні особливості байки. Хоча головна функція притчі як і в байки, — повчальна, дидактична, притча відрізняється від байки тим, що виключає тварин, рослини, неживі об'єкти та сили природи як акторів, які переймають мову чи інші здібності людства. Використання не завжди було таким чітким. На відміну від казки, байка коротша і зазвичай містить моралізуючий момент. Казка більша за оповідання і менша за роман, коли байка є коротким віршованим або прозовим твором повчального характеру, що має алегоричний смисл. Байка має прозору ідею, розкриту в простому, зрозумілому сюжеті і, як правило, сформульовану самим автором на початку або в кінці байки («мораль», або повчання). Моралізаторська думка зазвичай міститься в окремому формулюванні, або вона включена в основний текст устами персонажа. Значення моралі залишається відкритим для обговорення, не обов'язково вимагає формулювання і зовсім не має бути однозначною. У байці, як правило, відсутні метафори. Характери у байці є нескладними і становлять, здебільшого, класичні маски з яскраво виявленими характерними рисами. Людина, яка пише байки, є байкарем.

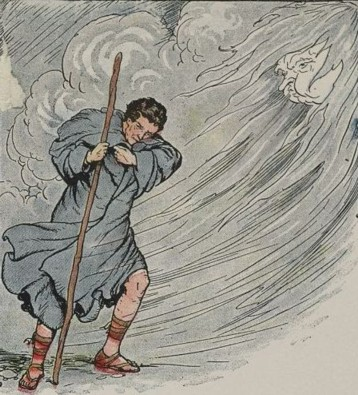
У байці Езопа «Північний вітер і сонце» стихії та сили природи були оживлені та наділені людськими рисами; на ілюстрації Майло Вінтера показано, як антропоморфний вітер марно намагається зірвати плащ з подорожнього.

В байці поєднуються риси казки про тварин і прислів'я. Байки про тварин — це байки, в яких тварини діють як люди і мають людські риси. Абстрактне поняття або судження передається через конкретний образ в інакомовній, алегоричній формі (це коли мовиться про одне, а на увазі мається зовсім інше) — перенесенням людських якостей, стосунків, та загальних уявлень про них на конкретні образи тварин, рослин, людей, предмети. Хитрість у байках показано в образі лисиці (завжди хитрує; розумна, хитра, яка дбає лише про свою вигоду, улеслива), підступність — в образі змії, заєць усього боїться, лев прагне влади, віслюк постійно пошивається в дурні. Гусак вважається дурним, лев хоробрим, змія підступною, миша маленькою, ворона репрезентує недорікуватість, ягня — наївність і беззахисність, щука — хижацтво, хмара — непостійність, мурахи — працьовитість тощо. Міфічні істоти уособлюють певні риси характеру людей. Деякі тварини з'являються особливо часто, наприклад, лев (гнів, гординя), вовк (втілення жадібності, жорстокості, а потім несправедливості і беззаконня, до яких призводять ці якості; зажерливість, тупість), сова (мудра і кмітлива людина), віслюк (часто постає алегорією глупства й упертості), свиня (алегорія невдячності й невігластва), і лисиця. Ці тварини зазвичай мають характеристики, однакові майже в усіх байках. У байці про тварин персоніфікований образ міфічного звіра підкреслюється характерним іменем. У тих персонажів, які були запозичені в байку з усної народної творчості, спостерігаються притаманні усталені риси характеру та поведінки. Байки мають повчальний зміст.

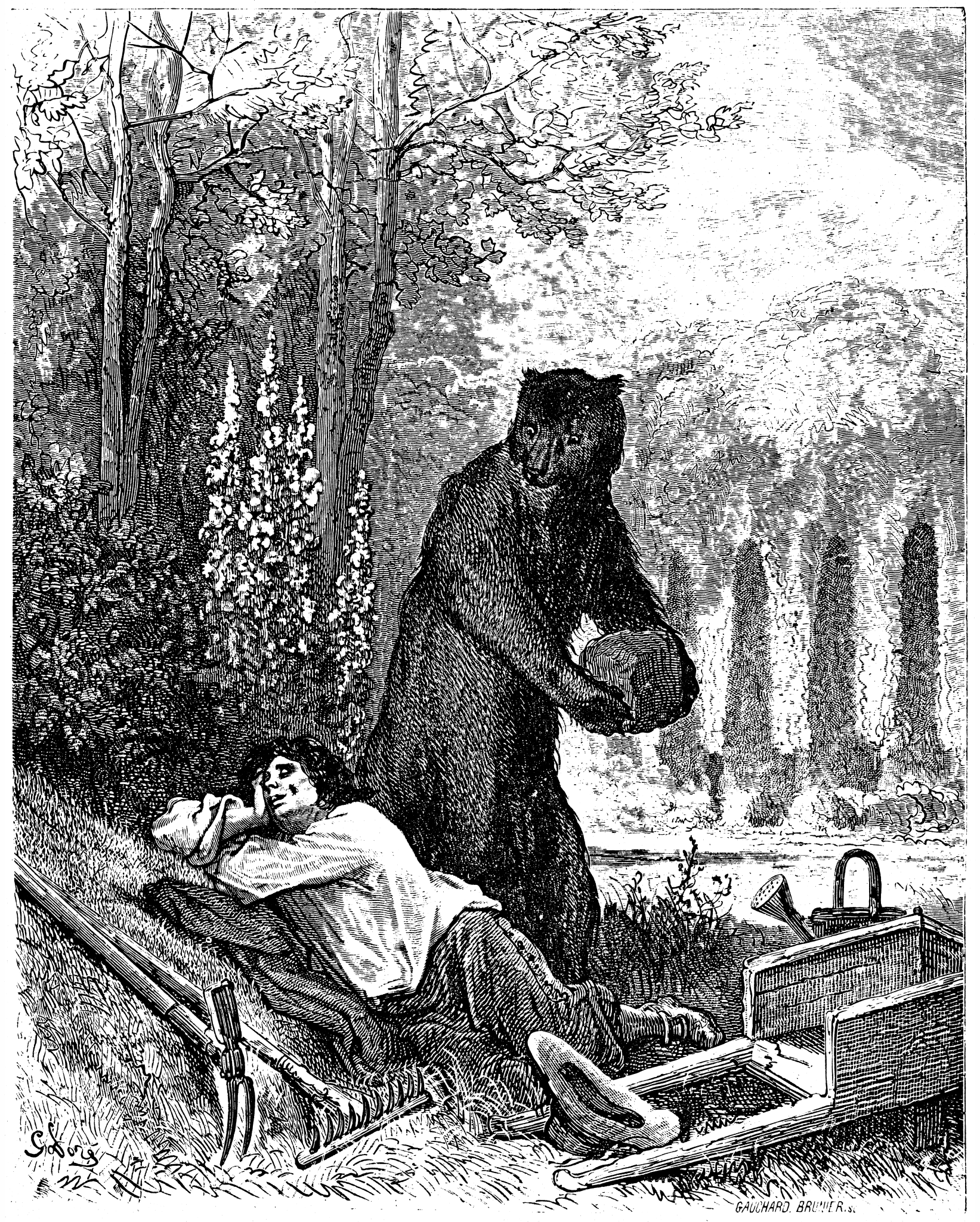
Байки часто містять чітку моральну або виховну думку. «Зробити комусь ведмежу послугу» означає завдати шкоди людині, якій треба допомогти, або посилити біль. Прислів'я походить від байки Жана де Лафонтена про ведмедя, який убив свого сплячого господаря, коли хотів убити муху на його носі. Ілюстрацію зробив Гюстав Доре.

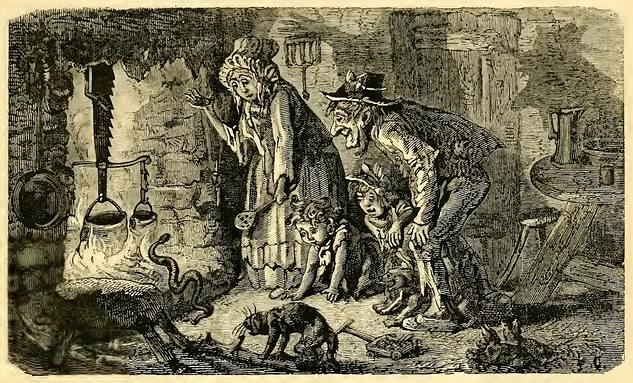
Байка Езопа «Хлібороб і змія». Автор ілюстрації: Ернест Ґрізет, 1870-ті роки.

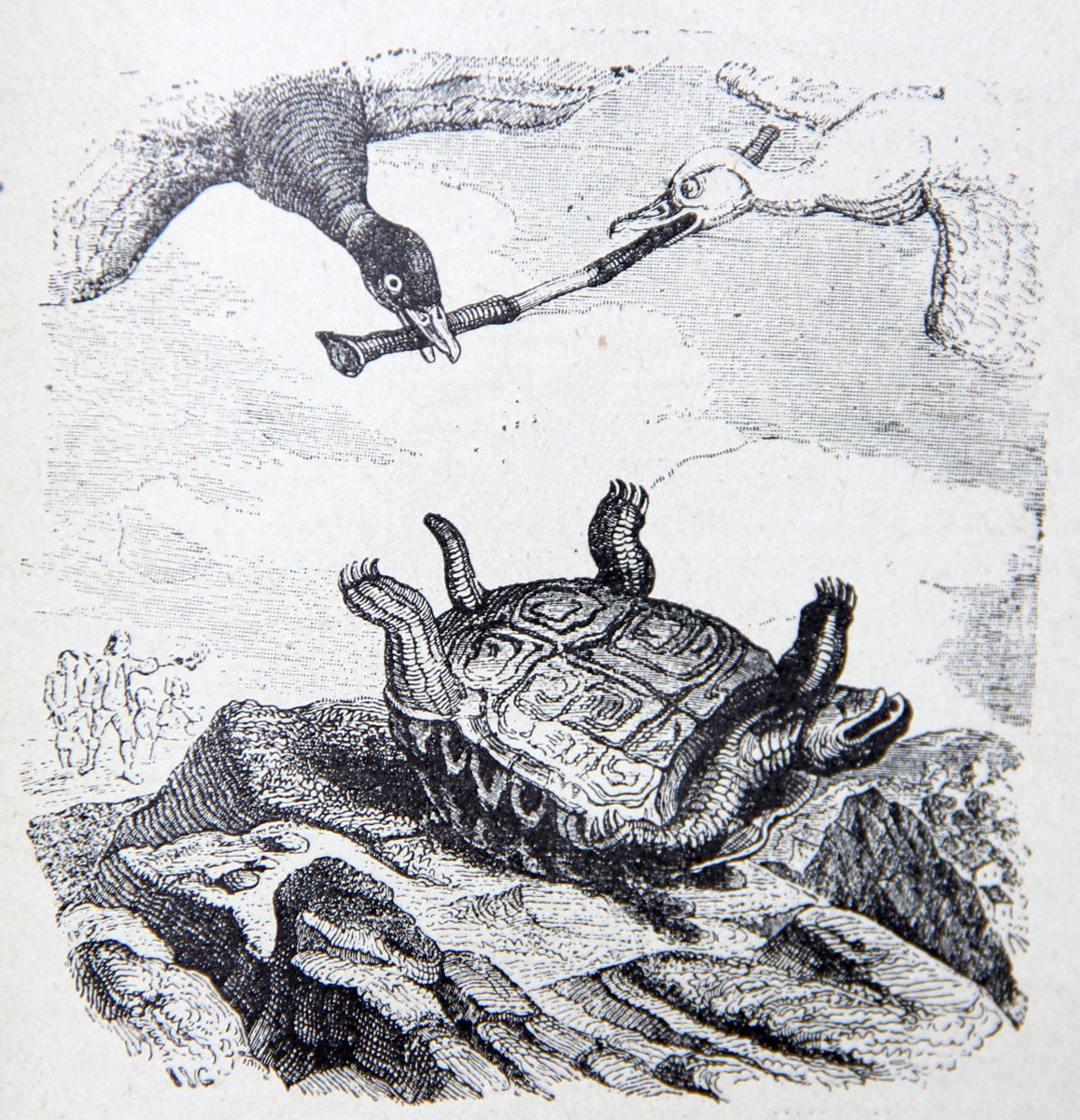
«Черепаха і дві качки» або Пастка автоматизмів. Ла Фонтейн був натхненний дуже давньою індійською казкою, яку можна прочитати в Панчатантрі (приблизно 300 р. до н. е.)

Класична байка організована з моралі, яку ми хочемо продемонструвати, і розповіді про єдину й унікальну дію, яка базується на дуже чітких іграх протистояння між двома персонажами, що стає рушієм історії та зав'язує сюжет. Часто два персонажі опиняються в дуже різних суб'єктивних позиціях. Хтось хвалиться своєю силою, своїми вміннями чи своєю важливістю: він займає високу посаду; інший виглядає слабким або позбавленим ресурсів: він займає нижчу позицію. Завдяки непередбаченій події розповіді, той, хто займав високу позицію, опиниться на нижчій, і навпаки. В сюжетах з двома персонажами, байка завжди знає конфлікт, тобто про антагонізм між акторами, який заснований на розбіжних інтересах. Байка немає розгалуженого сюжету, розлогих описів, великої кількості персонажів, і розкриває певну проблему, що стосується суспільного життя, людської поведінки, характеру або явища життя. Фіксоване значення байки передає мораль, яку легко вивести, особливо в стародавній байці. Цей висновок, який утілює повчальний (пізнавальний) зміст, утілює ідею байки, є аргументом, на якому вона побудована, і становить істотний елемент байки. Цей короткий зміст має глибоке узагальнення, та має на меті практичне застосування — вказати на недоліки чи висміяти вади або негативні явища, громадські зловживання, шкоду від порушень етичних принципів, розкрити моральні хвороби людського суспільства (жорстокість, прагнення до багатства будь-якою ціною, знущання сильних над слабкими, несправедливість, брехливість, надмірну довірливість, свавілля, та ін.), може попередити людину або підказати розумне рішення, відображати етичні і суспільні ідеали їх авторів. Висновок може бути доречним у різних життєвих ситуаціях, і навіть ставати крилатим висловом. Байка також застерігає від непродуманих вчинків і відсутності роздумів перед дією, як-от спуск у криницю, не врахувавши способу сходження («Лисиця і Коза»), застерігає від пастки автоматизмів і невідповідних рефлекторних реакцій. У деяких байках, зміст яких очевидний, мораль не формулюється явно, автор воліє залишити читачеві самому вивести її з історії. Декотрі з них є повчальними історіями-застереженнями, які вчать, як поводитися в безмежному світі, як вижити у ворожому світі традиційних суспільств, де влада можновладців використовується без противаги, і де завжди є ризик мати справу з кимось сильнішим або спритнішим за себе. Багато байок досі представляють себе як відповіді на проблему або як розшифровку загадки. «Моральна» цінність байок часто піддавалася критиці. Те саме стосується байок Панчатантри, коли у більшості випадків порок винагороджується, тоді як чеснота іноді карається, а обман виявляється найнадійнішим засобом успіху.
Жанр байки переважно має мандрівний сюжет. Запозичуючи сюжети з творів Езопа, письменники зберігали незмінними алегоричний зміст і мораль байки, але змінювали персонажів і деталі. У байкаря Федра Крук замість шматка м'яса має сир, і це залишилося незмінним у байках Жана де Лафонтена та І.Крилова. Українськими і російськими байкарями Крука було замінено на Ґаву (Ворону), яка уособлювала такі людські риси, як нерозумність та неуважність. Іноді байки мають авторський сюжет.

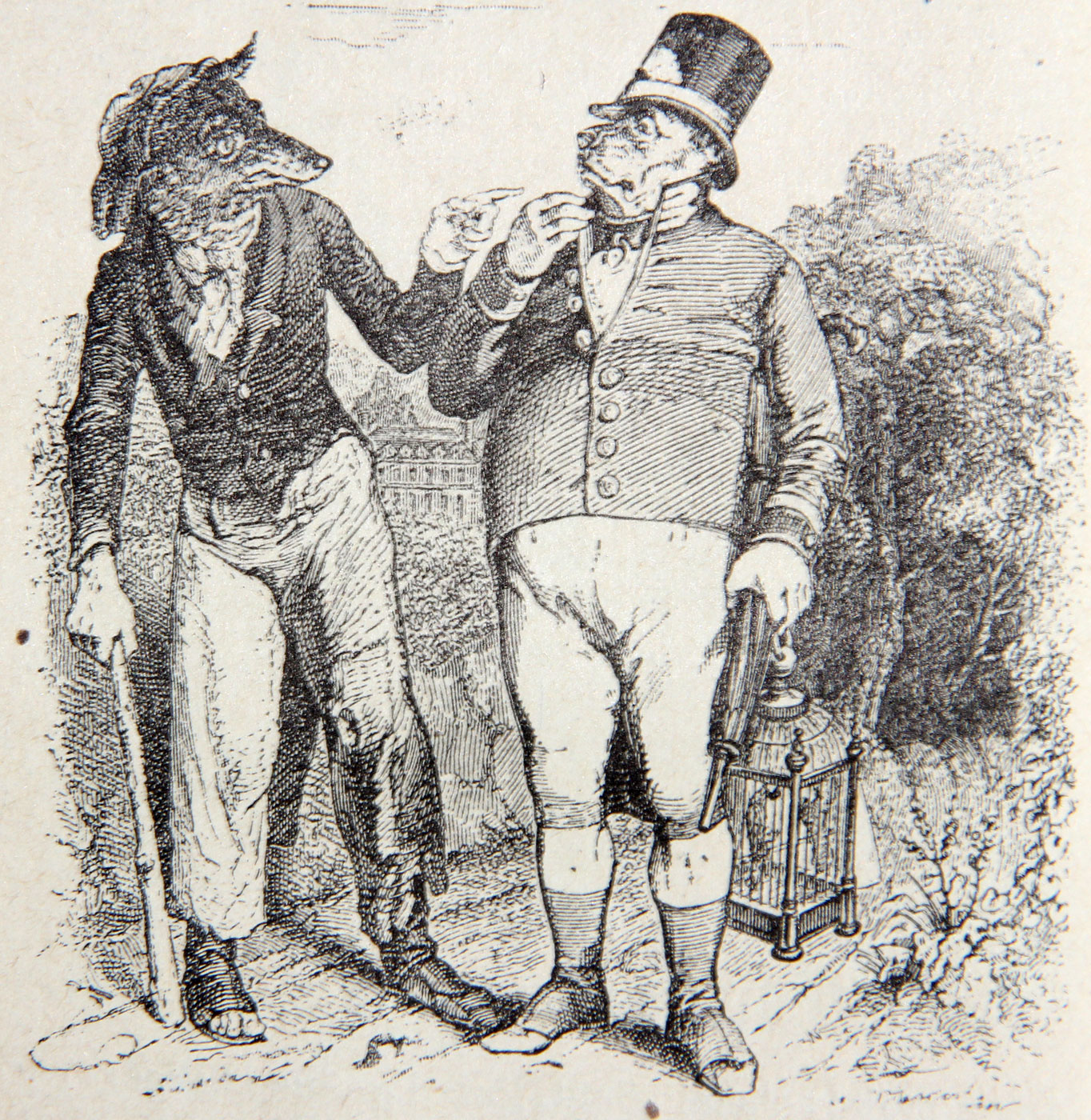
Байка Езопа про дикого та свійського осла стала для Лафонтена «Вовком і собакою». Одна і та сама ідея в різний час перекладається по-різному.

Байки можна знайти в літературі майже кожної країни., і серед цих байок є багато схожих на сюжети, запозичені в Езопа.

## Витоки байки

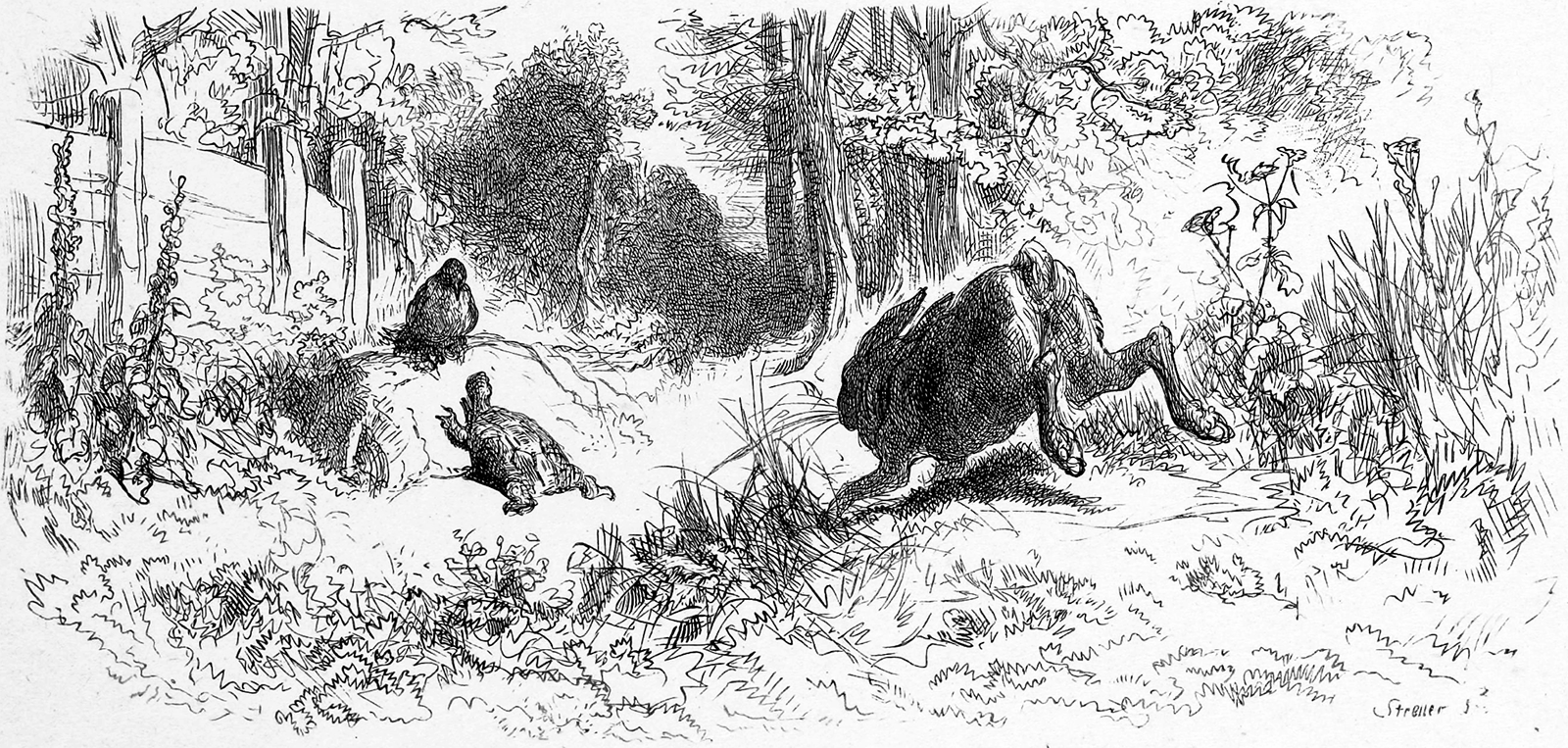
Ілюстрація до байки Езопа «Черепаха і Заєць». Гюстав Доре (1876).

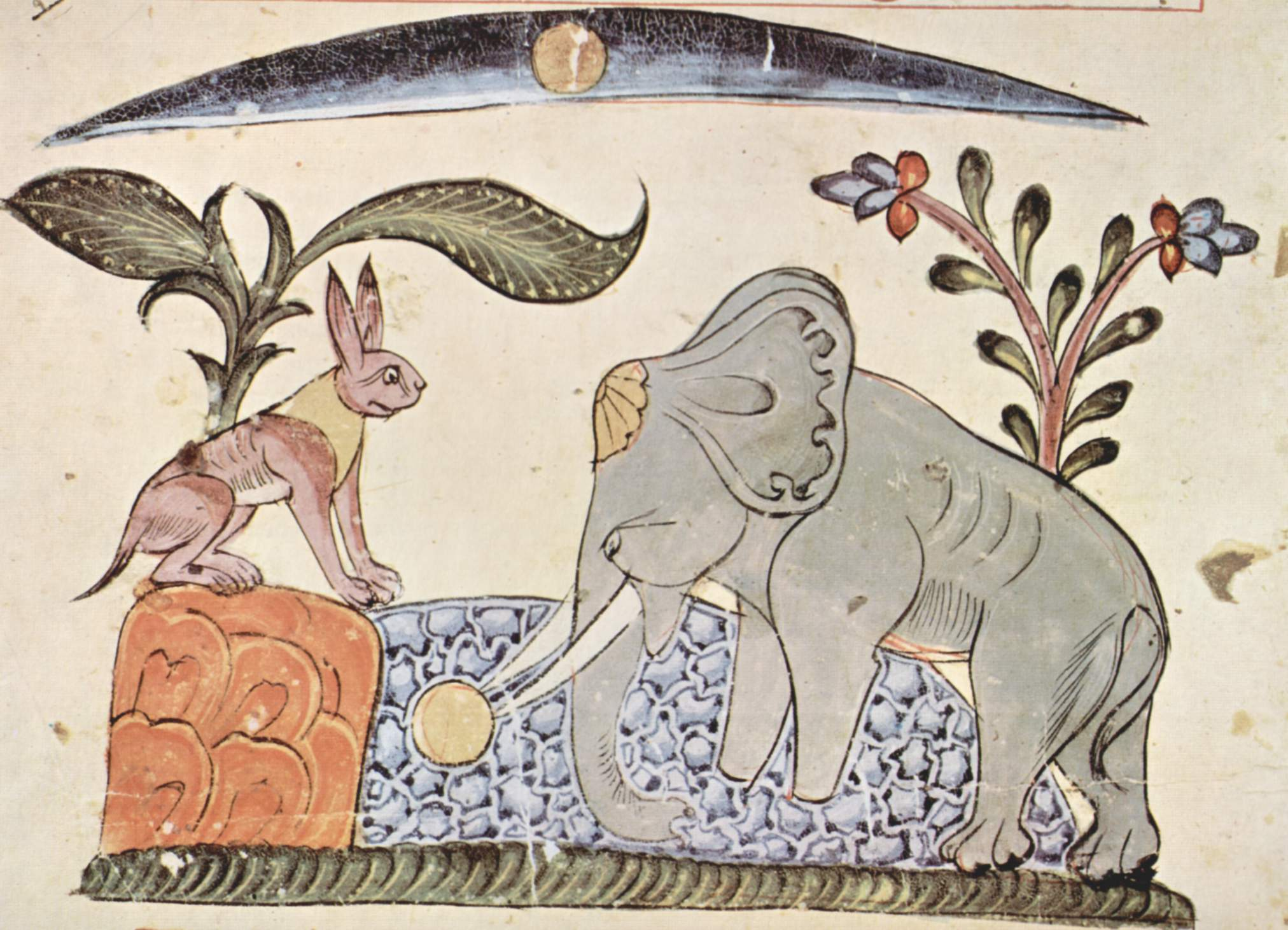
Сирійська ілюстрація 1354 року сцени з Панчатантри, класичної збірки індійських байок про тварин: заєць обманює слона відображенням місяця.

Цей короткий твір повчального змісту, як жанр літератури, у якому діють персонажі, що уособлюють риси людських характерів, чесноти й вади, явища життя, використовує традиції народної словесності. Як жанр вона постала з найдавніших алегорій, міфів, апологів, анекдотів, притч, казок про тварин, які параболічно використовувалися для втілення певної етично-моральної або суспільної проблематики. Байка сягає своїм корінням у фольклор та літературу Давнього Сходу. Месопотамія, ймовірно, була колискою цього жанру завдяки відкриттю багатьох байок, що датуються двома тисячами років до нашої ери. Таблички зі шкільних бібліотек шумерської епохи коротко розповідають історії про підлесливу лисицю, незграбного собаку («Собака коваля, не зумівши перекинути ковадло, перекинув горщик з водою») або зухвалого комара («А комар, який сів на спину слона, запитав того, чи може його вагу витримати, чи йому краще полетіти»). Багато з цих текстів демонструють велику спорідненість із прислів'ями та мають антитетичну конструкцію («Те, що ви знайшли, ви не говорите про це; але те, що ви втратили, ви говорите про це»). Однак вони не мають явної моралі.

### Греко-римська античність
Спочатку байка не існувала як самостійний жанр, а лише як ілюстративний уривок, вставлений у поетичному чи прозовому тексті. В такій функції байка зустрічається в найдавніших творах грецької літератури у VIII-VII столітях до н.е. у досвіді Гесіода, Архілоха, Стесіхора, трохи пізніше Сократа (Сократ віршував сюжети Езопа).

### Езоп у Греції

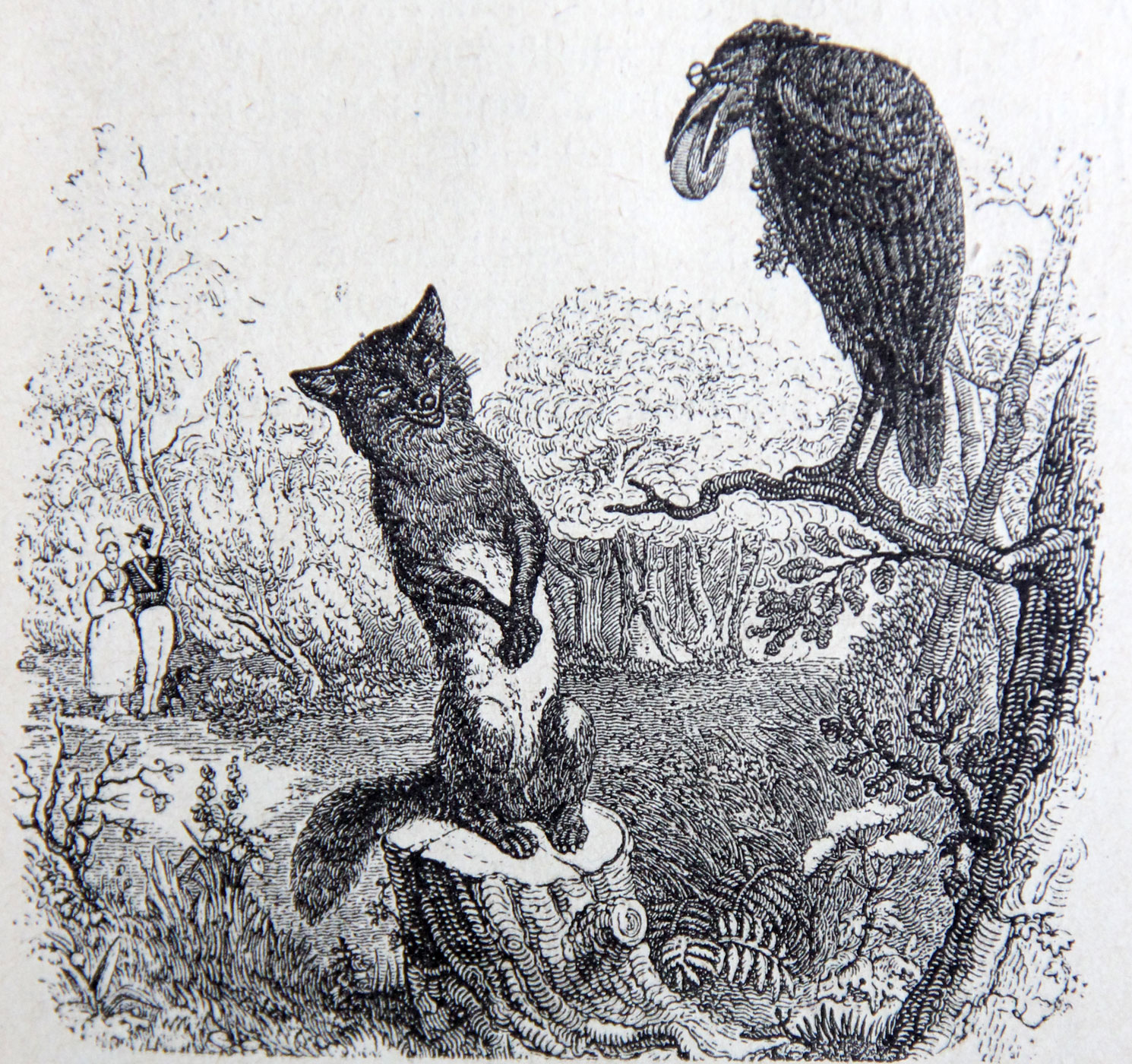
Малюнок (1838-1840 років) французького ілюстратора Жан-Жака Гранвіля до байки «Ворона і лисиця», яка була в Езопа і Федра.

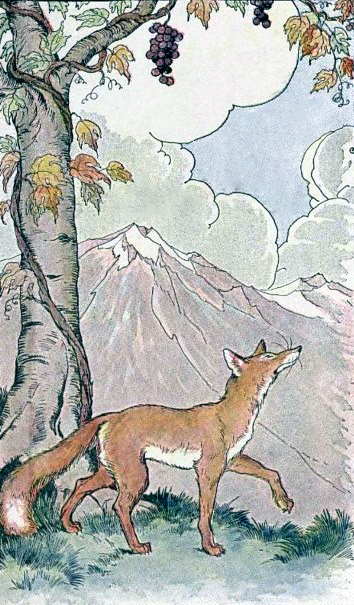
Ілюстрація Майло Вінтера в «Езопі для дітей» байки «Лисиця і виноград», 1919 рік.

Байка набуває стабільної жанрової форми в Стародавній Греції. Як літературний жанр байка була створена завдяки Езопу, — найбільшому байкарю античності, який жив між 7-м і 6-м століттями до нашої ери і, як кажуть, походить із Фригії, поблизу Чорного моря. Проза байки, що приписувалась байкареві Езопові, а також поету Бабрію (II ст н.е.) мали великий вплив.
В античній літературі байка з'явилась, завдяки перекладам і переспівам давньогрецького байкаря Езопа, і набула поширення в багатьох європейських літературах. Ще від прозових «притч» Езопа має здавна сформовану структуру, традиційне коло образів, мотивів, сюжетів. Одними з багатьох популярних байок Езопа є розповіді про голодного вовка й хитру лисицю, хвалькуватого павича та довірливу ворону, Заєць і Черепаха, Лісоруб і Смерть, Вітер і сонце тощо.
Припускають, що Езоп був рабом і мав дуже непривабливу зовнішність, і йому вдалося звільнитися та побувати у царя Креза, царів Вавилону та Єгипту, а загинув він у давньогрецькому місті Дельфи від рук підступних жерців, які звинуватили його в крадіжці за те, що він висміював жителів цього місця, тому що вони, замість того, щоб обробляти землю, жили за рахунок приношень, зроблених богу. Лише через три століття після смерті Езопа, його байки були зібраними і записаними. Його твори у IV—III ст. до н.е. упорядкував Деметрій Фалерський, але збірка не збереглась. Відомі лише віршовані переробки творів Езопа, написані Федром, Бабрієм та Авіаном.

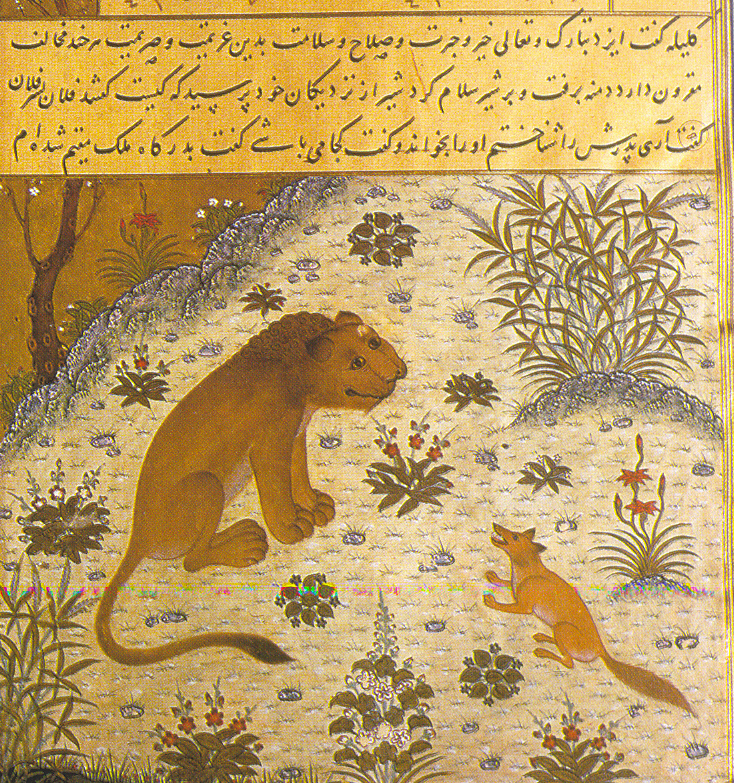
Сторінка з кодексу Каліли та Дімни 1429 року, перського перекладу Панчатантри, що зберігається в палаці Топкапи.

Доля заїкуватого та спотвореного колишнього раба спонукала його говорити про несправедливість могутніх та панів і про беззахисність слабких, про людські недоліки й вади. Він говорив про це не відкрито, а за допомогою алегорій та натяків, тобто інакомовно. Згодом, таку інакомовну розповідь почнуть називати езопівською мовою.
Езоп був дуже популярний уже в класичну епоху, про що свідчить той факт, що сам Сократ, як кажуть, присвятив свої останні хвилини у в'язниці перед смертю перекладанню байок цього автора у вірші. Твори Езопа були найпопулярнішими творами античного світу. Езопу приписують до 400 текстів (за іншою версією 650). Федр, Бабрій, Авіан є пізнішими класиками цього жанру.

### Федр у Римі
З Греції байка переходить до Риму. У давніх римлян до байки зверталися Горацій, Федр (І ст. до н.е.), Авіан (ІV-V ст. н.е.), які часто запозичували езопівські сюжети. Римський письменник Федр у І столітті н.е. уклав найдавнішу збірку байок, і вона є збереженою до нашого часу. Федр змінив композційну структуру жанру (тому мораль передує змісту), надав байкам віршованої форми, посилив їх повчальний зміст, у своїх творах виступав проти зажерливості, брехні, висміював негідну поведінку багатіїв, дурість та інші людські вади, ставав на захист рабів і злидарів, вчив розважливості,  торкався соціально-політичних питань. Федр по-латинськи переклав віршем езопівські байки. Федр — один із класиків античної байки. Байки Федра написані шестистопним ямбом.

### Елліністичний період
Поет Бабрій, еллінізований римлянин, сучасник Федра, у III столітті н.е. обробив і переписав езопові байки грецькою мовою та уклав їх у вірші. Відомі дві його збірки, які налічують 123 байки.

### Індо-перське джерело
Індійським джерелом стала давньо-індійська «Панчатантра» («П'ятикнижжя», або «П'ять кошиків житейської мудрості» III-IV ст. н.е.), впорядкована брахманом Вішну-Сарманом, а також її арабська («Каліла і Дімна») та грецька («Стефаніт та Іхнілат») редакції-перекази.

## Продовжувачі в часи Середньовіччя та в епохи Відродження і Просвітництва
Сюжети творів Езопа використовувалися байкарями по всьому світу. В літературу європейського Середньовіччя та Відродження спадщина Езопа перейшла через латинських байкарів. Тут байка поступається місцем тваринній комедії, де все поєднується. Вона знайшла відгомін у тваринному епосі й алегоричних поемах. Байки Езопа, які набули поширення по всій Європі, надихали Марію Французьку (кінець XII століття), Й. Штрікера, Г. Сакса, М. Дютера, С. Бранта, Франсуа Рабле та інших.
Найвищого розвитку жанр байки набуває у творчості Жана де Лафонтена, Г.Е. Лессінга, І.Крилова. Французький просвітник Жан де Лафонтен став її реформатором, Лессінг розробив теорію жанру. Ж.Лафонтен порушив характерну йому умовно-алегоричну традицію й надав байці виражальної гнучкості, епічності та ліризму, перемістив центр тяжіння з моралізаторської частини сентенції на фабулу. У творах французького поета Лафонтена (1621-95) переробка езопівських сюжетів байки відповідає засадам раціоналістичного Просвітництва. У Росії вершинних здобутківдосягла байка у творчості І.Крилова. Представниками цього жанру є: Джон Гей і Е.Мур — в Англії; Х.Ґеллерт, Й.Х.Ґотшел — в Німеччині; В.Тредіаковський, Д.Кантемір, О.Сумароков, М.Херасков, І.Хемніцер, І.Дмитрієв — в Росії; К.Немирич, С.Трембецький, І.Красіцький, А.Міцкевич, Я.Деманьський, А.Фредро — в Польщі; К.Чапек, A.Й.Пухмаєр — у Чехії; П.Славейков — в Болгарії; Г.Александреску, А.Донич — в Румунії; Е.Штейнбарг — у східно-європейській єврейській літературі (ідиш).

## Байкарі
Відомими байкарями є Езоп, Бабрій, Федр, Флавій Авіан, Жан Лафонтен, Іван Крилов.

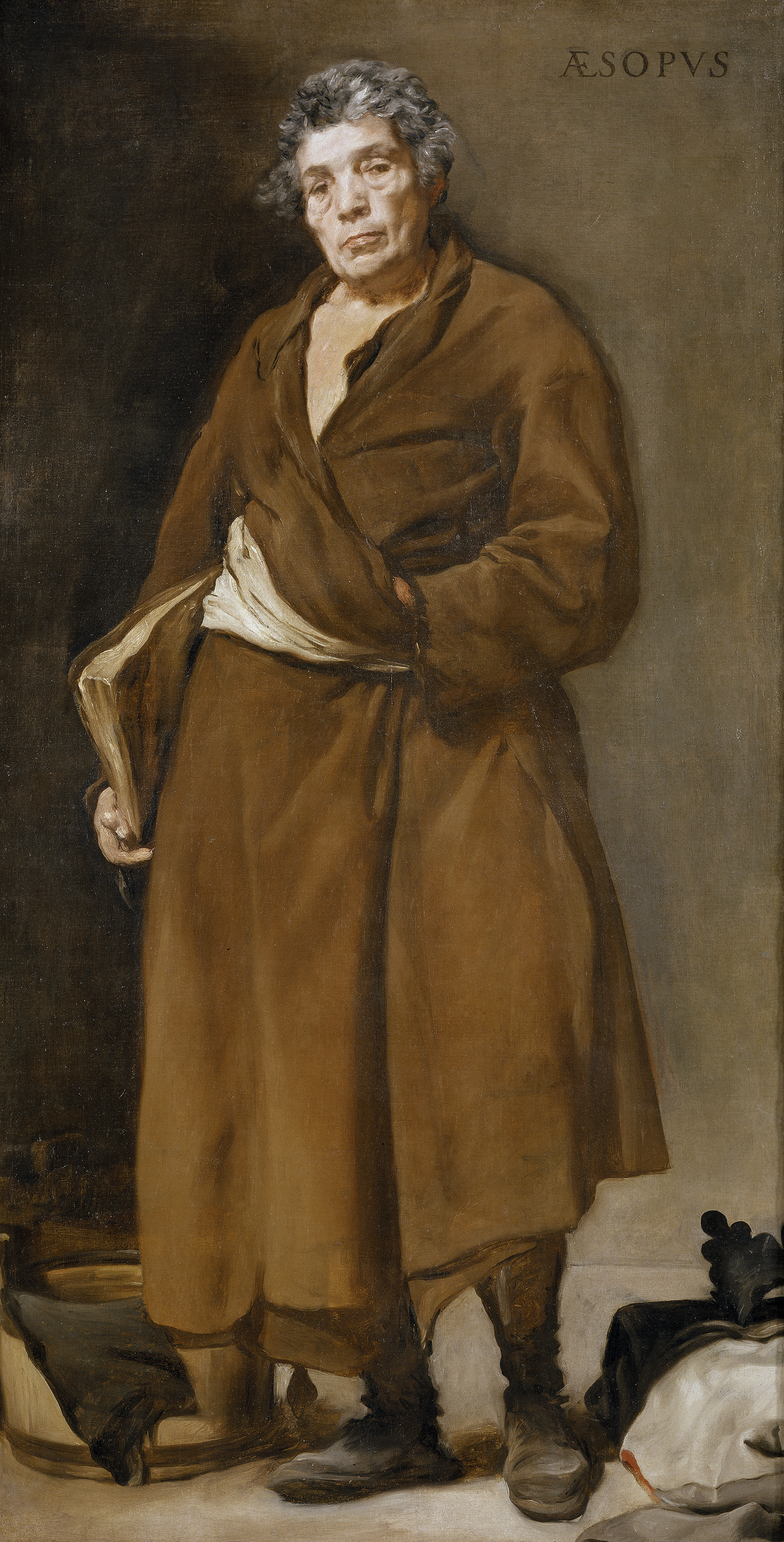
Езоп, автор портрета Дієго Веласкес
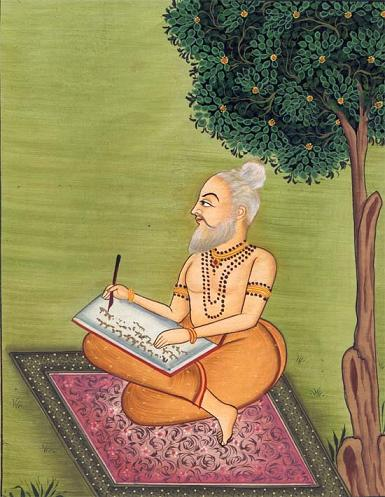
Вальмікі
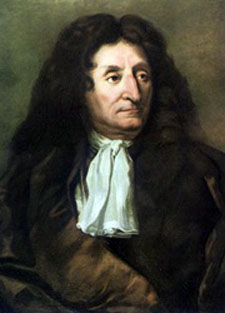
Жан де Лафонтен
Сулхан-Саба Орбеліані
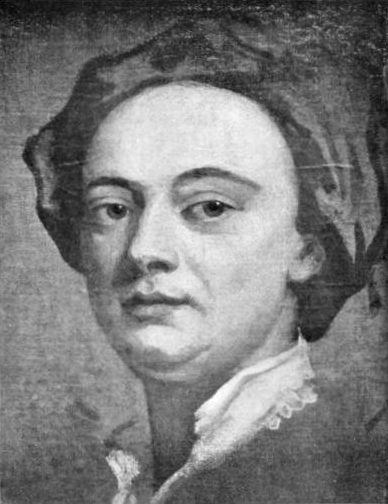
Джон Гей
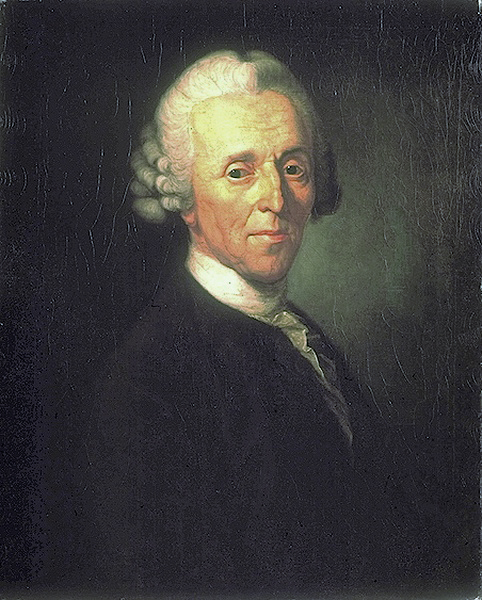
Крістіан Фюрхтеготт Геллерт
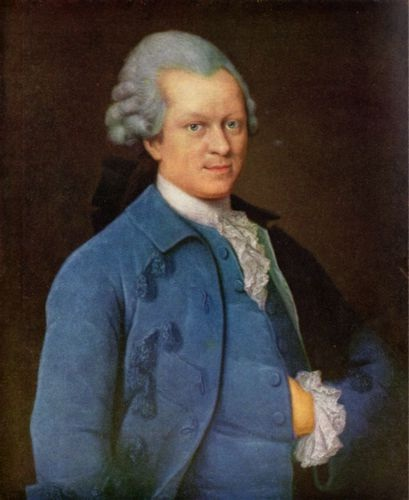
Готгольд Ефраїм Лессінг
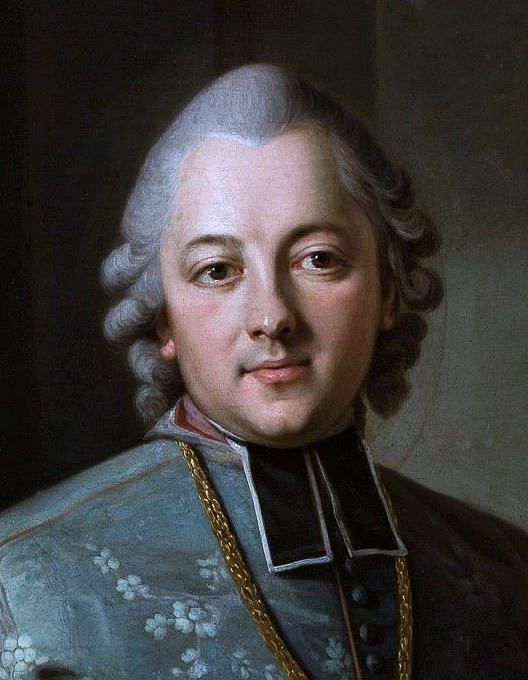
Ігнацій Красіцький
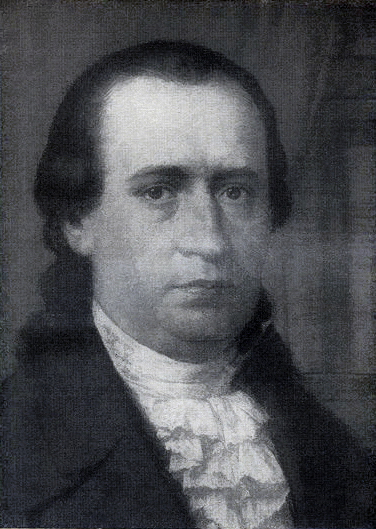
Досітей Обрадович
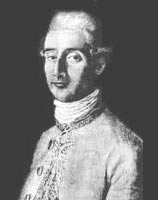
Фелікс Марія де Саманьєго
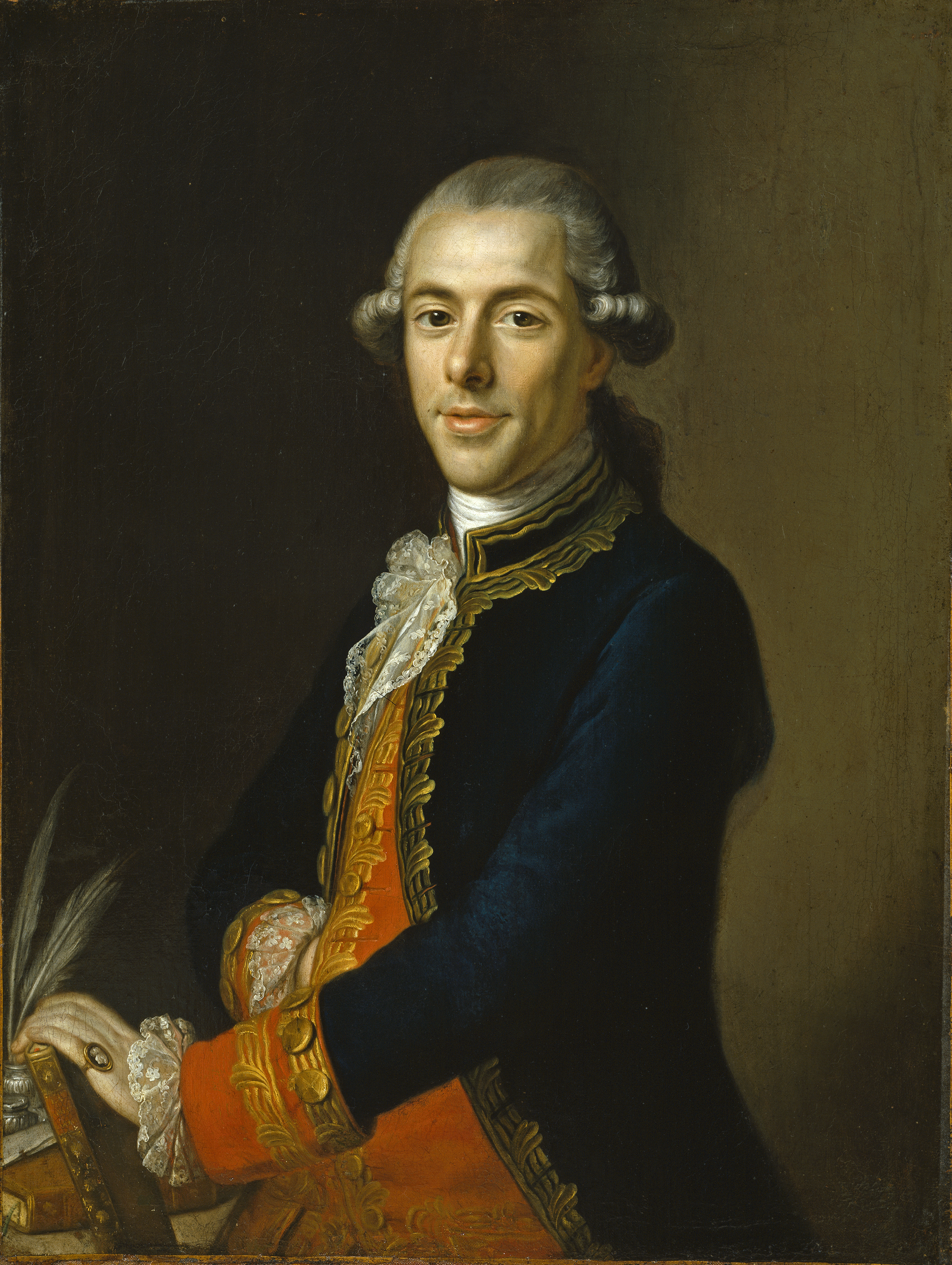
Томас де Іріарте-і-Оропеса
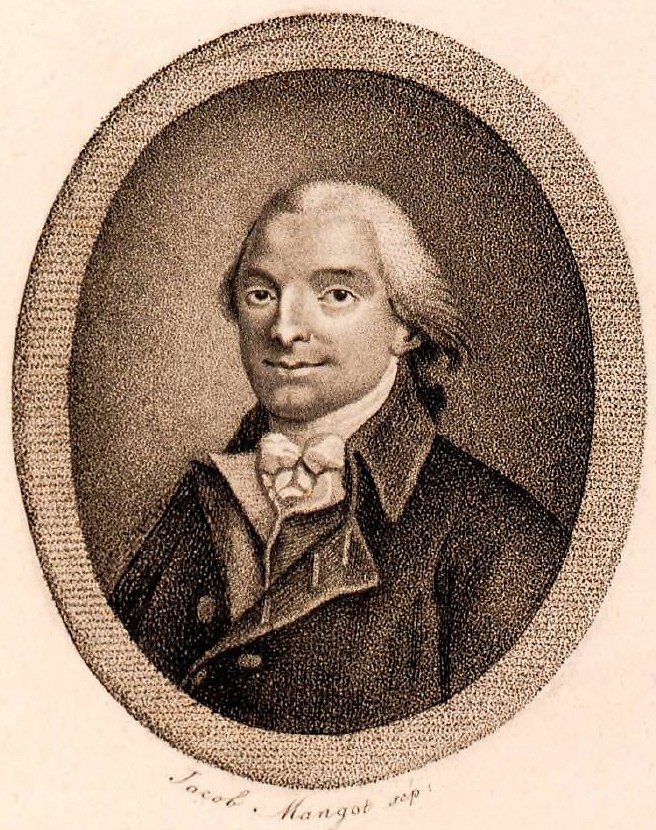
Жан-П'єр Кларі де Флоріан
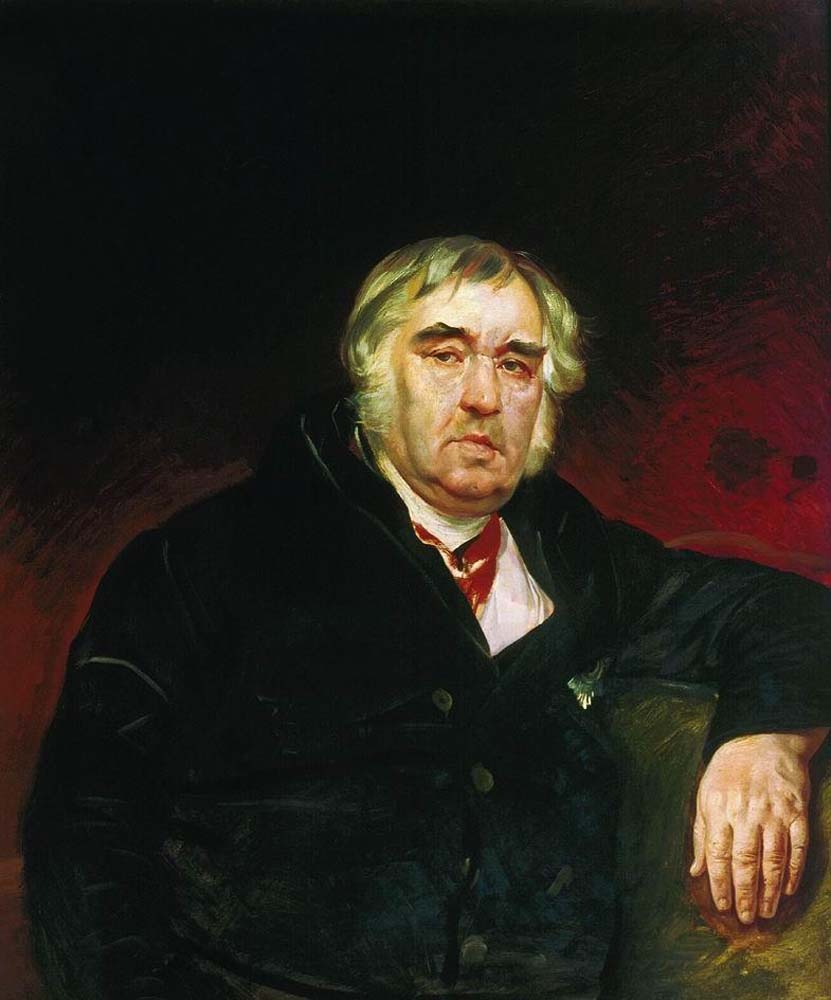
Іван Крилов
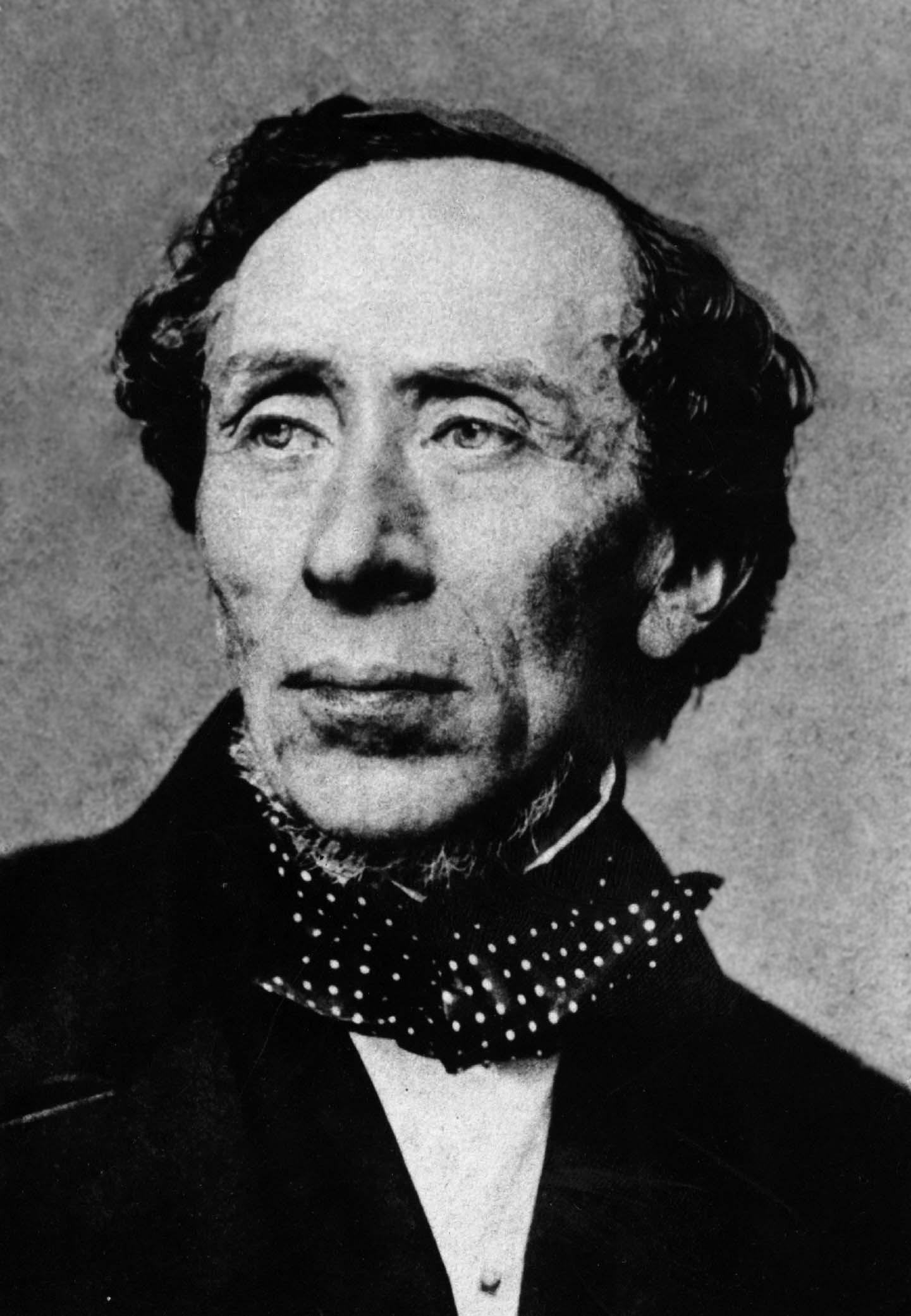
Ганс Крістіан Андерсен
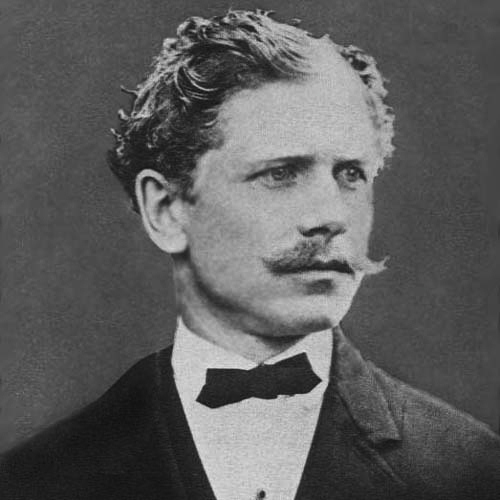
Амброуз Бірс
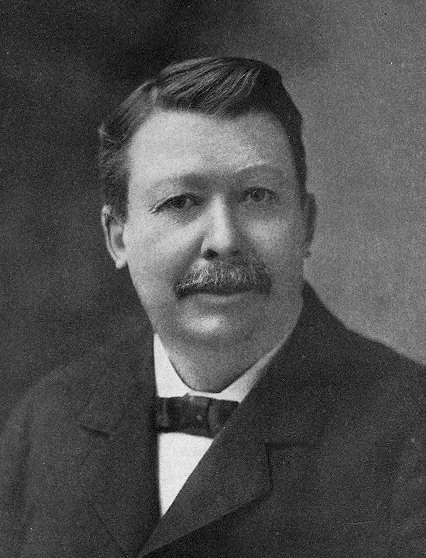
Джоел Чендлер Гарріс
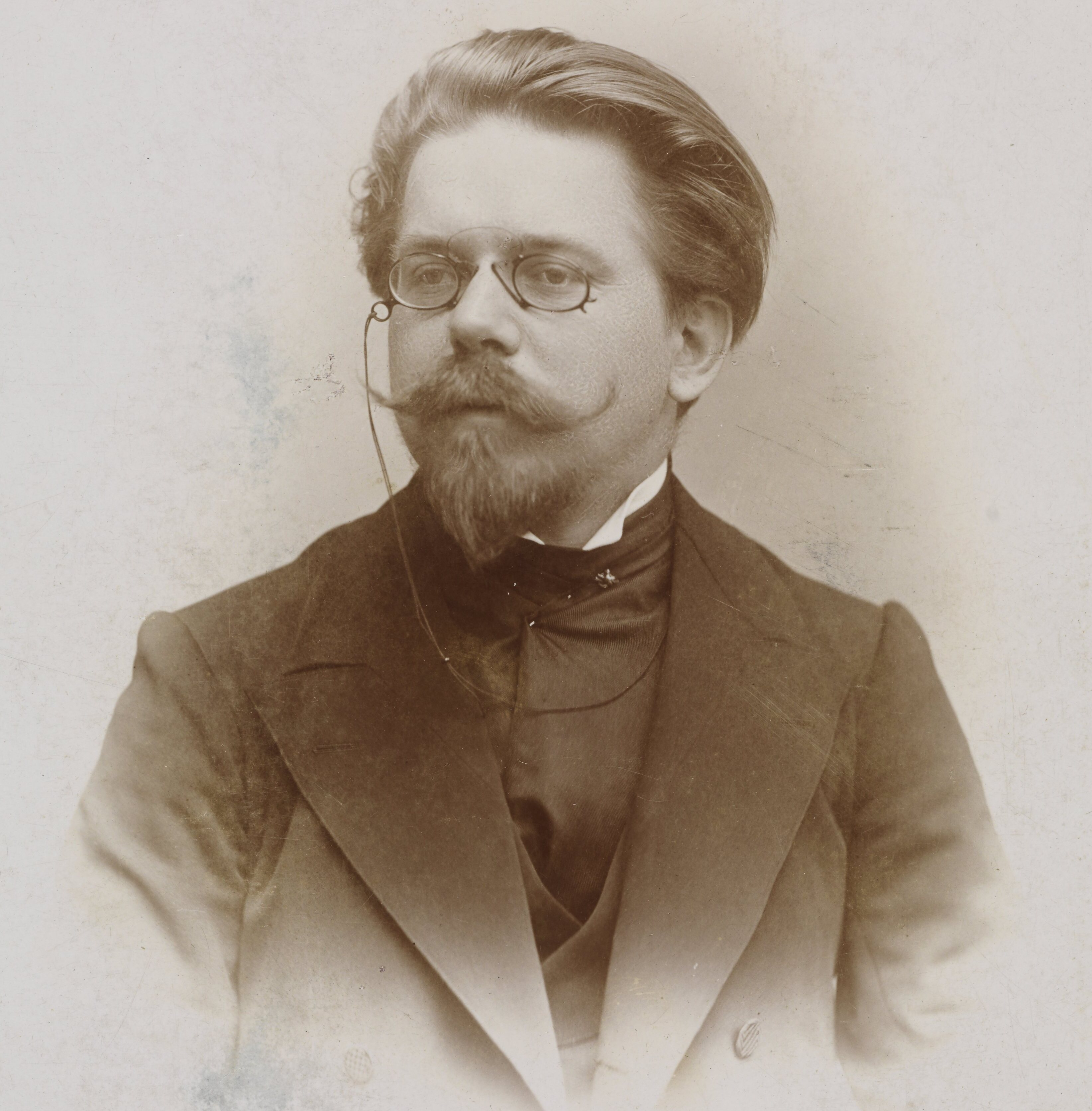
Владислав Реймонт
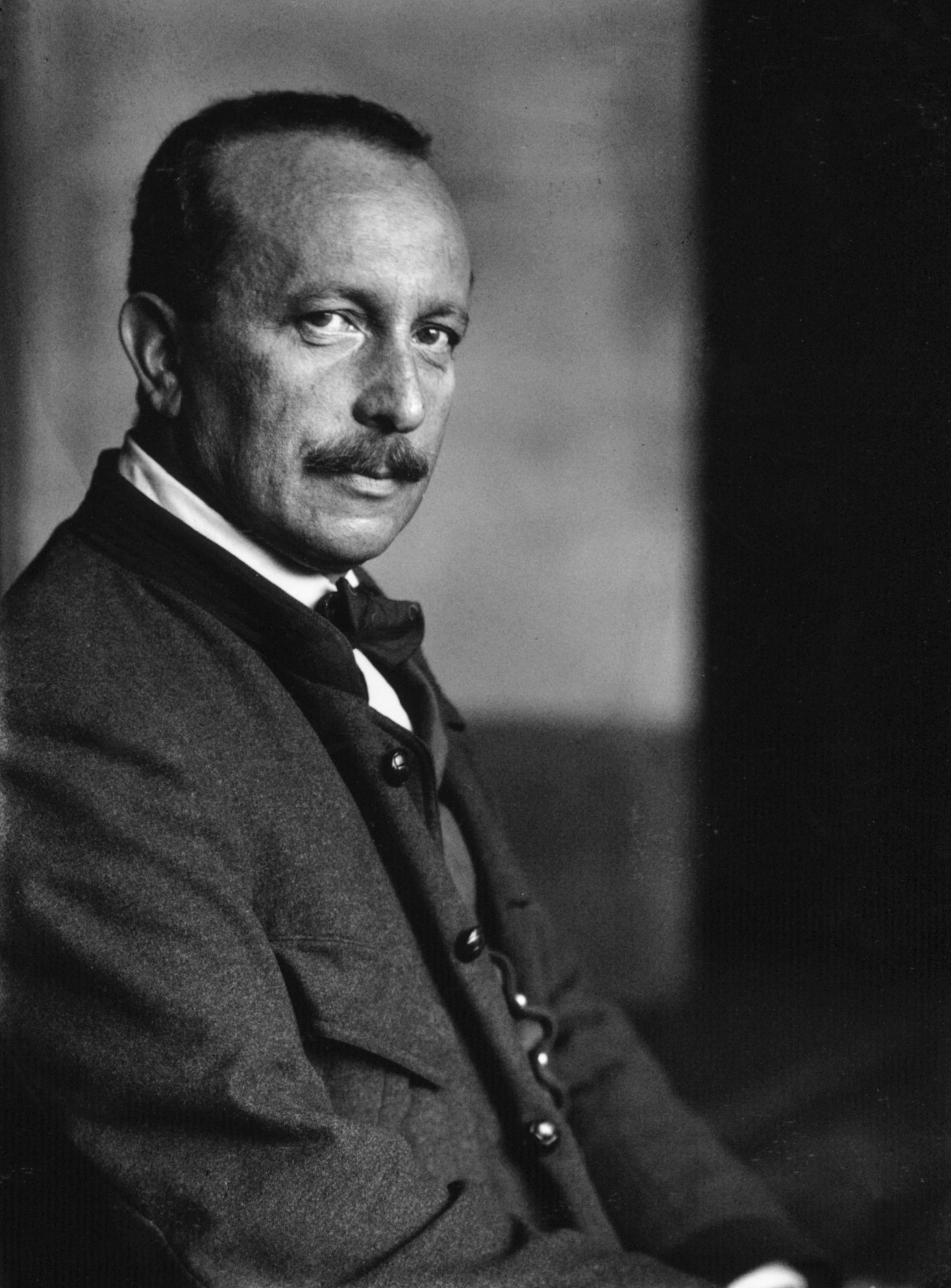
Фелікс Зальтен
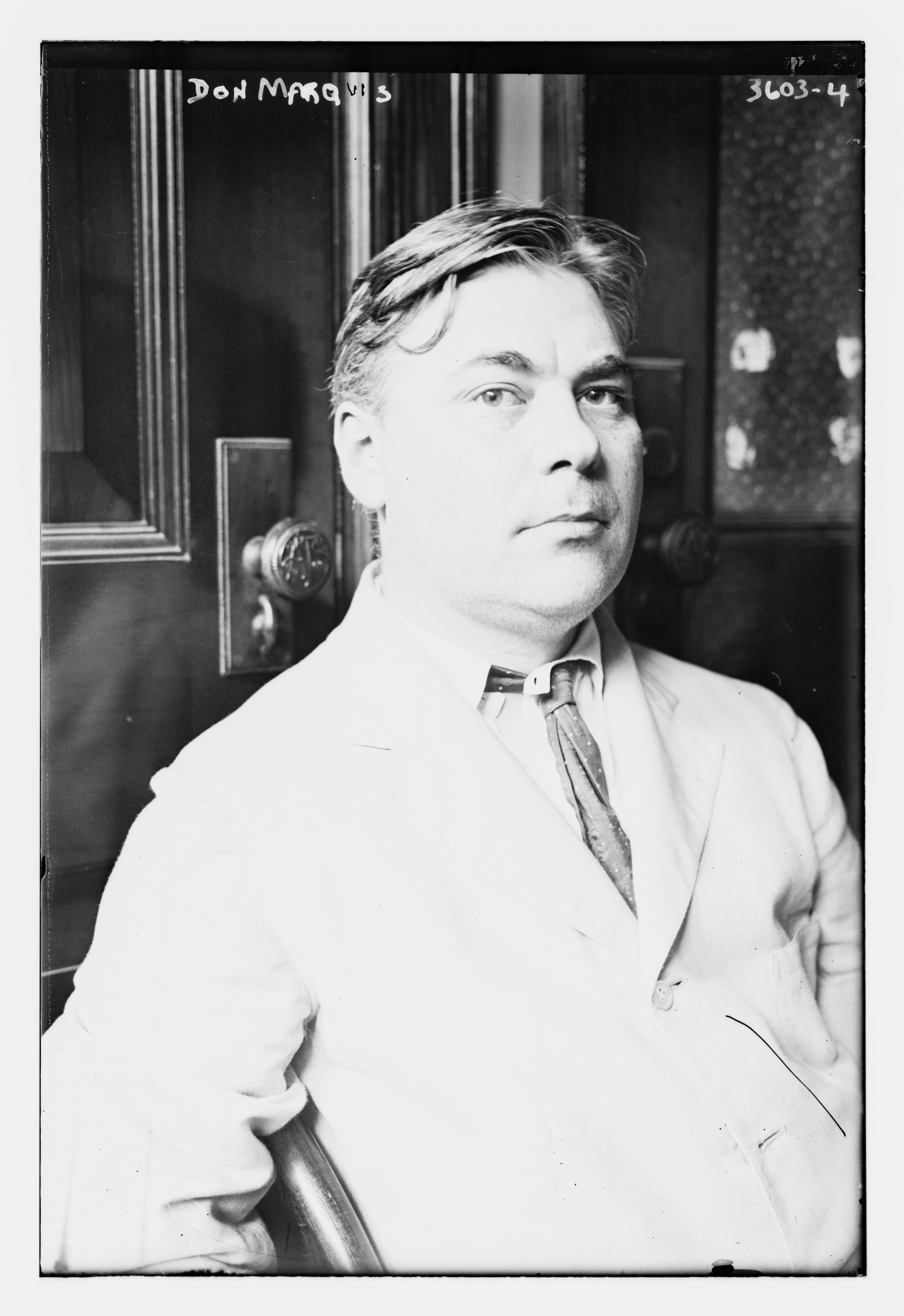
Дон Маркіз
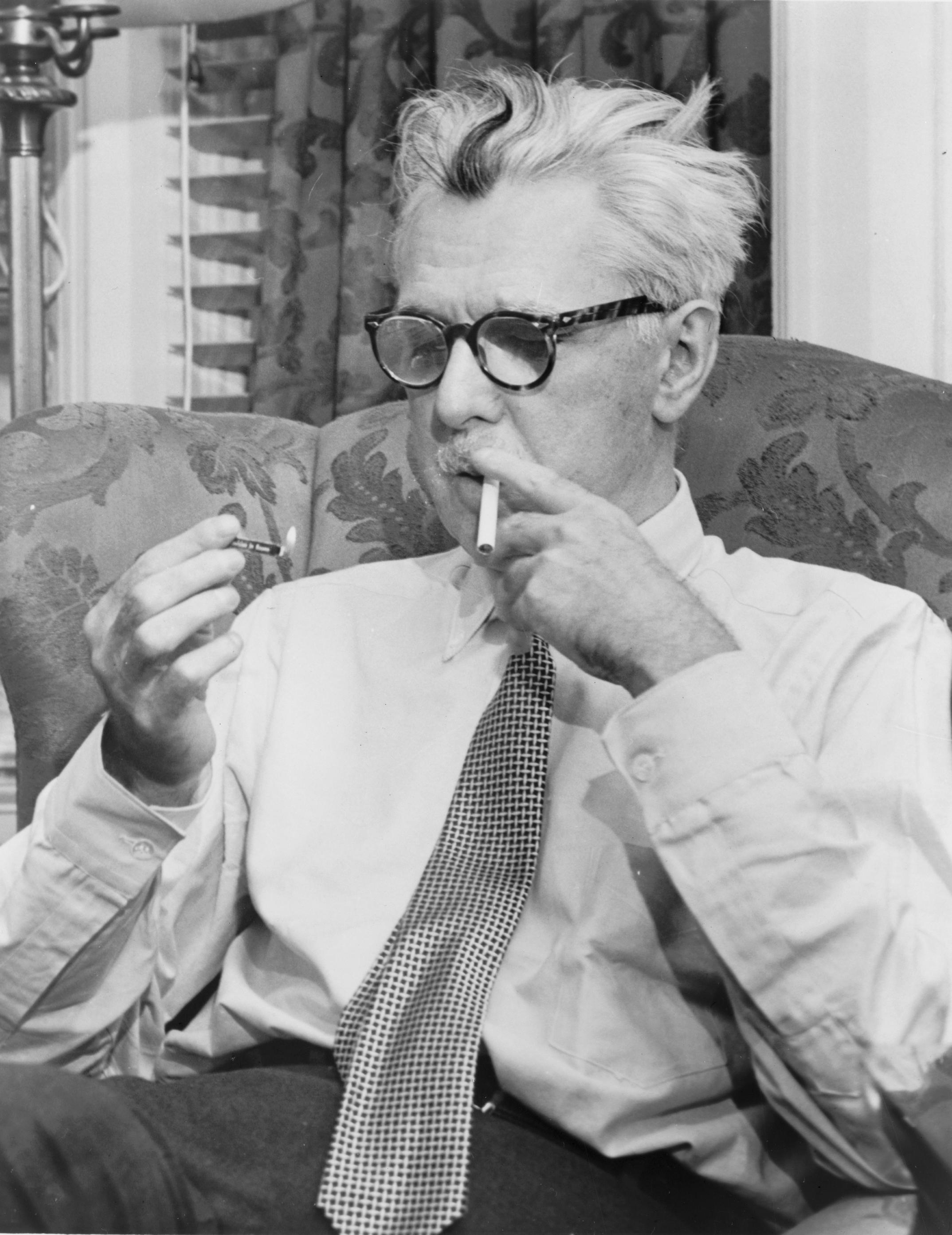
Джеймс Тербер
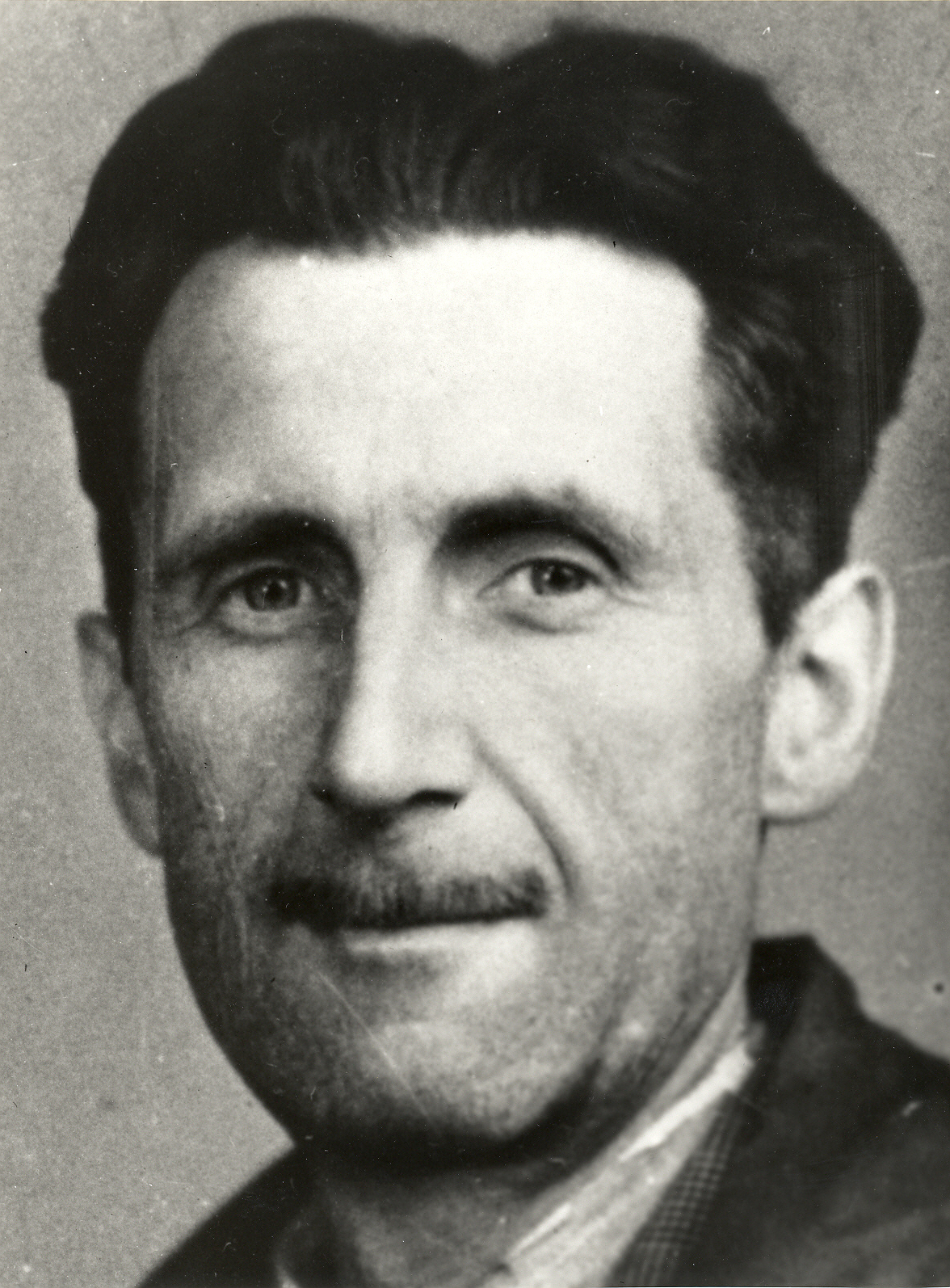
Джордж Орвелл

## Байка в українській літературі 18-19 століть
В українській літературі байковий жанр також має свої традиції. Зразки байок зустрічаються в шкільних риториках Митрофана Довгалевського, Феофана Прокоповича, Георгія Кониського. Байки використовували у своїх «казаннях» Іоаникій Галятовський та Антоній Радивиловський. Нову літературну байку в Україні започаткував Григорій Сковорода «Баснями харьковскіми» (1753—1785). Г. Сковорода називав мораль байки «силою» (тобто, пояснення моралі), підкреслюючи її значення для зміцнення душевних сил людини.
У перші десятиліття 19 століття в період становлення нової національної літератури, байка була одним із домінуючих і найпродуктивніших жанрів, що значною мірою сприяло демократизації літературного процесу. З утвердженням просвітительського реалізму популярними стають віршовані байки П.Білецького-Носенко, а П.Гулак-Артемовського, Л.Боровиковського, Є.Гребінки, що втілюючи у своїх творах традиції Езопа, пишуть байки лафонтенівсько-криловського типу та байки-приказки на основі народної творчості і побутових реалій українського життя, наповнюючи жанр соціальним змістом. Петро Гулак-Артемовський, Левко Боровиковський та Євген Гребінка збагатили жанр байки структурно й тематично, наповнили новими життєвими реаліями, використовуючи Езопові сюжети й образи, українські митці додавали їм виразного національного колориту. Як і давньогрецький байкар, українські письменники викривали людські й суспільні вади, прославляли моральні чесноти.
До розвитку нової української реалістичної байки у ХІХ столітті мали відношення байкарі П.Гулак-Артемовський, Л.Боровиковський, Є.Гребінка й особливо Л.Глібов. Розквіт жанру в українській літературі пов'язують із іменем Леоніда Глібова. Частіше, це твори на запозичені сюжети, яким надано українського колориту, а також оригінальні і пройняті ліризмом та дотепністю. Переважно віршовані, та меншою мірою прозові байки філософсько-дидактичного та гумористичного, змісту продовжували: П.Свєнціцький, М.Старицький, Ю.Федькович, зверталися Іван Франко, Олена Пчілка, Борис Грінченко, Володимир Самійленко.

## Байка в українській літературі 20 століття
У 20 столітті байки писали Василь Блакитиний, Сергій Пилипенко, Микита Годованець, Анатолій Косматенко, Павло Глазовий, В.Ярошенко, С.Воскрекасенко, С.Олійник, Павло Ключина, A.Косматенко, П.Сліпчук та ін. Ці автори також користувалися народними байками, зібраними І.Рудченком, В. Шухевичем, B. Гнатюком та ін. Байка зазнає певної еволюції, і на думку Н.І. Тарасової, крім сюжетних байок, виникають нові різновиди: байки-приповідки («ліліпути»), а також байки-епіграми, байки-жарти, байки-пародії тощо.

## Ілюстрація до байки
Оскільки в байці представлені прості дії, які виконують дуже типові персонажі, то вона добре підходить для ілюстрації, і це підсилює привабливість історії, одразу запускаючи процес інтерпретації в читача.

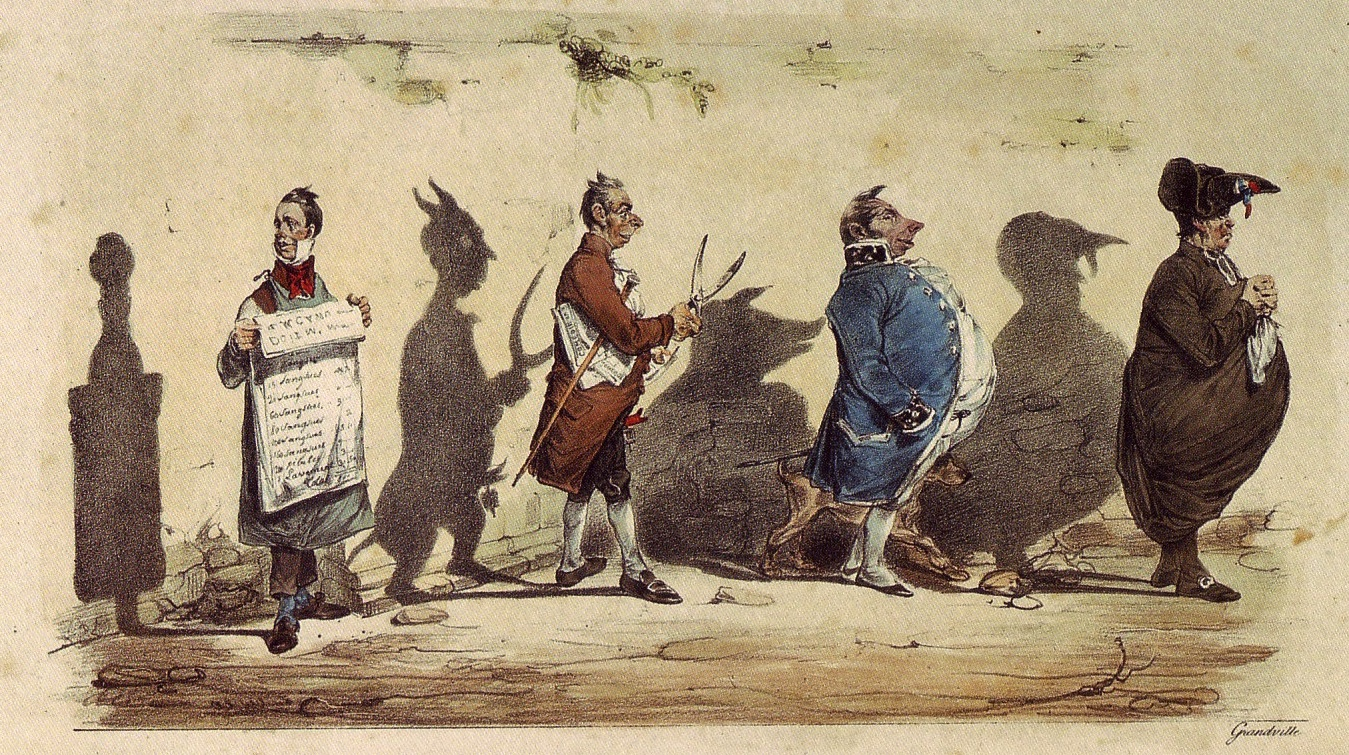
Жан Гранвіль, «Принесені тіні», 1830. Цей ілюстратор був зачарований подібністю між типами людей і тварин.

## Деталізація джерел
1. ↑  Етимологічний словник української мови : в 7 т. / редкол.: О. С. Мельничук (гол. ред.) та ін. — К. : Наукова думка, 1982. — Т. 1 : А — Г / Ін-т мовознавства ім. О. О. Потебні АН УРСР ; укл.: Р. В. Болдирєв та ін. — 632 с.
2. ↑  Баяти // Словник української мови : в 11 т. — Київ : Наукова думка, 1970—1980.
3. 1 2 3 4 5 6  Байка // Лексикон загального та порівняльного літературознавства / голова ред. А. Волков. — Чернівці : Золоті литаври, 2001. — С. 53. — 634 с.
4. 1 2 3 4 5 6 7  Лесин Василь Максимович. Літературознавчі терміни: довідник для учнів / В.М. Лесин. — К.: Рад. школа, 1985. — 251 c. (Стор.: 12, 23, 59, 110, 156, 169, 194)
5. ↑  Наталія Корольова, Богдана Коробова. Лексико-граматичні особливості інтерпретації байок Езопа у творчості українських письменників-перекладачів (на матеріалі перекладів Юрія Мушака) / Вісник Київського національного університету імені Тараса Шевченка. Літературознавство. Мовознавство. Фольклористика. № 1(29) (2021). ISSN 2709-8494 (Online), ISSN 1728-2659 (Print)
DOI: https://doi.org/10.17721/1728-2659.2021.29.3
6. ↑  Потебня А.А. О мифологическом значении некоторых образов и поверий // Чтения в императорском Обществе истории и древностей российских. — 1865. — Т. 3. — Баба-яга. — С. 85–232; (стор.: 8)
7. 1 2  Потебня А.А., Из лекций по теории словесности. Басня, пословица, поговорка, 3 изд., Хар., 1930; Выготский Л., Психология искусства, М., 1965, с. 117—55.
8. ↑  Главацька Ю.Л. Модель художнього концепту КОМІЗМ у текстах англомовних байок // Нова Філологія: Зб. наук. праць. — Запоріжжя: Вид-во ЗНУ, 2009. — Вип. 34. — С.45 – 50. Доступ
9. 1 2  Езопові байки: для молодшого шкільного віку / перекладач: В. Забаштанський, А. Чердакля; автор передмови А.О. Білецький; ілюстратор А. Василенко. — Київ: Веселка, 1990. — 253 с. — пер. з новогрец. — ISBN 5-301-00691-6 (Стор.: 5, 6)
10. 1 2 3 4 5 6  Черевченко В.В. Ремінісценції античної байки у європейській літературі / Слов’янська філологія: історія, сьогодення, перспективи: матеріали ІІ Всеукраїнської науково-практичної конференції / відповідальна за випуск Л. Ю. Ріднева; [редкол. Зелінська О.Ю., Коваль В.О., Осіпчук Г.В., та ін.] — Умань: Візаві, 2017. — С.123–133. Доступ
11. 1 2  Niklas Holzberg[de], The Ancient Fable: An Introduction, Bloomington, Indiana University Press, 2002, 128 p (стор.: 14)
12. ↑  Karl Canvat et Christian Vandendorpe, La fable: Vade-mecum du professeur de français, Bruxelles-Paris, Didier Hatier, coll. «Séquences», 1993, 104 p. (стор.: 5-6)
13. ↑  Шевчук Т.С. Античні традиції жанру в байках Г. Сковороди / Маґістеріум. — К., 2010. — Випуск 38. Літературознавчі студії. — С. 63–74. (Стор.: 64) Доступ
14. 1 2  БАЙКА / Василь Івашків // Наукове товариство імені Шевченка: енциклопедія [онлайн]. Київ, Львів: НТШ, Інститут енциклопедичних досліджень НАН України, 2015. Доступно: https://encyclopedia.com.ua/entry-176
15. ↑  Городничий Валерій. Олена Пчілка – мати, письменниця, педагог | 26 квітня 2021 |  Житомирська обласна бібліотека для дітей
16. ↑  Байки в українській літературі XVII-XVIII ст. / Підг. тексту В. І. Крекотня. — К., 1963. — С.5-75. Доступ
17. ↑  Григорій Сковорода. Харківські байки. 1955. — Видання української книгарні „Говерля“ в Ню Йорку. „HOWERLA“ 41 E. 7th str. New York 3, N.Y. (Стор.: 4)